# Автоматное программирование
Автома́тное программи́рование — парадигма программирования, при использовании которой программа или её фрагмент осмысливается как модель какого-либо формального автомата. Известна также и другая «парадигма автоматного программирования, состоящая в представлении сущностей со сложным поведением в виде автоматизированных объектов управления, каждый из которых представляет собой объект управления и автомат». При этом о программе, как в автоматическом управлении, предлагается думать, как о системе автоматизированных объектов управления.
В зависимости от конкретной задачи в автоматном программировании могут использоваться как конечные автоматы, так и автоматы с более сложным строением.
Определяющими для автоматного программирования являются следующие особенности:
1. временной период выполнения программы разбивается на шаги автомата, каждый из которых представляет собой выполнение определённой (одной и той же для каждого шага) секции кода с единственной точкой входа; такая секция может быть оформлена, например, в виде отдельной функции и может быть разделена на подсекции, соответствующие отдельным состояниям или категориям состояний
2. передача информации между шагами автомата осуществляется только через явно обозначенное множество переменных, называемых состоянием автомата; между шагами автомата программа (или её часть, оформленная в автоматном стиле) не может содержать неявных элементов состояния, таких как значения локальных переменных в стеке, адреса возврата из функций, значение текущего счётчика команд и т. п.; иначе говоря, состояние программы на любые два момента входа в шаг автомата могут различаться между собой только значениями переменных, составляющих состояние автомата (причём такие переменные должны быть явно обозначены в качестве таковых).

Полностью выполнение кода в автоматном стиле представляет собой цикл (возможно, неявный) шагов автомата.
Название автоматное программирование оправдывается ещё и тем, что стиль мышления (восприятия процесса исполнения) при программировании в этой технике практически точно воспроизводит стиль мышления при составлении формальных автоматов (таких как машина Тьюринга, автомат Маркова и др.)

## Пример с использованиемконечного автомата
Пусть, к примеру, требуется написать на языке Си программу, читающую из потока стандартного ввода текст, состоящий из строк, и для каждой строки печатающую первое слово этой строки и перевод строки. Ясно, что для этого во время чтения каждой строки следует сначала пропустить пробелы, если таковые есть в начале строки; затем читать буквы, составляющие слово, и печатать их, пока слово не кончится (то есть либо не кончится строка, либо не будет встречен пробельный символ); наконец, когда первое слово успешно считано и напечатано, необходимо дочитать строку до конца, ничего при этом не печатая. Встретив (на любой фазе) символ перевода строки, следует напечатать перевод строки и продолжить с начала. При возникновении (опять таки, на любой фазе) ситуации «конец файла» следует прекратить работу.

### Императивная программа
Программа, решающая эту задачу в традиционном императивном стиле, может выглядеть, например, так (язык С):
```
#include
 
<stdio.h>

int
 
main
()

{

    
int
 
c
;

  

    
do
 
{

        
do

            
c
 
=
 
getchar
();

        
while
 
(
c
 
==
 
' '
);

        

        
while
 
(
c
 
!=
 
' '
 
&&
 
c
 
!=
 
'\n'
 
&&
 
c
 
!=
 
EOF
)
 
{

            
putchar
(
c
);

            
c
 
=
 
getchar
();

        
}

        
putchar
(
'\n'
);

        
while
 
(
c
 
!=
 
'\n'
 
&&
 
c
 
!=
 
EOF
)

            
c
 
=
 
getchar
();

    
}
 
while
 
(
c
 
!=
 
EOF
);

  

    
return
 
0
;

}

```

### Программа в автоматном стиле
Ту же задачу можно решить, применив мышление в терминах конечных автоматов. Заметим, что разбор строки разделяется на три фазы: пропуск лидирующих пробелов, печать слова и пропуск символов остатка строки. Назовём эти три фазы состояниями before, inside и after. Программа теперь может выглядеть, например, так:
```
#include
 
<stdio.h>

int
 
main
()

{

    
enum
 
states
 
{
 
before
,
 
inside
,
 
after
 
}
 
state
;
 

    
int
 
c
;

  

    
state
 
=
 
before
;

    
while
 
((
c
 
=
 
getchar
())
 
!=
 
EOF
)
 
{

        
switch
 
(
state
)
 
{

        
case
 
before
:

            
if
 
(
c
 
==
 
'\n'
)
 
{

                
putchar
(
'\n'
);

            
}
 
else
 
if
 
(
c
 
!=
 
' '
)
 
{

                
putchar
(
c
);

                
state
 
=
 
inside
;

            
}

            
break
;

        
case
 
inside
:

            
switch
 
(
c
)
 
{

            
case
 
' '
:

                
state
 
=
 
after
;

                
break
;

            
case
 
'\n'
:

                
putchar
(
'\n'
);

                
state
 
=
 
before
;

                
break
;

            
default
:

                
putchar
(
c
);

            
}

            
break
;

        
case
 
after
:

            
if
 
(
c
 
==
 
'\n'
)
 
{

                
putchar
(
'\n'
);

                
state
 
=
 
before
;

            
}

        
}

    
}

  

    
return
 
0
;

}

```

или так:
```
#include
 
<stdio.h>

static
 
void
 
(
*
state
)(
int
);

static
 
void
 
before
(
int
 
c
);

static
 
void
 
inside
(
int
 
c
);

static
 
void
 
after
(
int
 
c
);

void
 
before
(
int
 
c
)

{

	
if
 
(
c
 
==
 
'\n'
)
 
{

	    
putchar
(
'\n'
);

	
}
 
else
 
if
 
(
c
 
!=
 
' '
)
 
{

	    
putchar
(
c
);

	    
state
 
=
 
&
inside
;

	
}

}

void
 
inside
(
int
 
c
)

{

	
switch
 
(
c
)
 
{

	
case
 
' '
:

		
state
 
=
 
&
after
;

		
break
;

	
case
 
'\n'
:

		
putchar
(
'\n'
);

		
state
 
=
 
&
before
;

		
break
;

	
default
:

	    
putchar
(
c
);

	
}

}

void
 
after
(
int
 
c
)

{

	
if
 
(
c
 
==
 
'\n'
)
 
{

	    
putchar
(
'\n'
);

	    
state
 
=
 
&
before
;

	
}

}

int
 
main
()

{

	
int
 
c
;

	
state
 
=
 
&
before
;

	
while
 
((
c
 
=
 
getchar
())
 
!=
 
EOF
)
 
{

		
(
*
state
)(
c
);

	
}

    
return
 
0
;

}

```

Несмотря на то, что код явно стал более длинным, у него имеется одно несомненное достоинство: чтение (то есть вызов функции getchar()) теперь выполняется ровно в одном месте. Кроме того, необходимо заметить, что вместо четырёх циклов, использовавшихся в предыдущей версии, цикл теперь используется только один. Тело цикла (за исключением действий, выполняемых в заголовке) представляет собой шаг автомата, сам же цикл задаёт цикл работы автомата.
Программа реализует (моделирует) работу конечного автомата, изображённого на рисунке. Буквой N на диаграмме обозначен символ конца строки, буквой S — символ пробела, буквой A — все остальные символы. За один шаг автомат делает ровно один переход в зависимости от текущего состояния и прочитанного символа. Некоторые переходы сопровождаются печатью прочитанного символа; такие переходы на диаграмме обозначены звёздочками.
Строго соблюдать разделение кода на обработчики отдельных состояний, вообще говоря, не обязательно. Более того, в некоторых случаях само понятие состояния может складываться из значений нескольких переменных, так что учесть все возможные их комбинации окажется практически невозможно. В рассматриваемом примере можно сэкономить объём кода, если заметить, что действия, выполняемые по символу «конец строки», от состояния не зависят. Программа, эквивалентная предыдущей, но написанная с учётом такого замечания, будет выглядеть так:
```
#include
 
<stdio.h>

int
 
main
()

{

    
enum
 
states
 
{
 
before
,
 
inside
,
 
after
 
}
 
state
;

    
int
 
c
;

  

    
state
 
=
 
before
;

    
while
 
((
c
 
=
 
getchar
())
 
!=
 
EOF
)
 
{

        
if
 
(
c
 
==
 
'\n'
)
 
{

            
putchar
(
'\n'
);

            
state
 
=
 
before
;

            
continue
;

        
}

        
switch
 
(
state
)
 
{

        
case
 
before
:

            
if
 
(
c
 
!=
 
' '
)
 
{

                
putchar
(
c
);

                
state
 
=
 
inside
;

            
}

            
break
;

        
case
 
inside
:

            
if
 
(
c
 
==
 
' '
)

                
state
 
=
 
after
;

            
else

                
putchar
(
c
);

            
break
;

        
case
 
after
:

            
break
;

        
}

    
}

    
return
 
0
;

}

```

### Выделение шага автомата в отдельную функцию
Основополагающим в вышеприведённой программе является по-прежнему чёткое выделение кода, отвечающего за шаг автомата. Это обстоятельство можно подчеркнуть ещё сильнее, если выделить шаг автомата в отдельную функцию.
```
#include
 
<stdio.h>

enum
 
state_t
 
{
 
before
,
 
inside
,
 
after
 
};

static
 
void
 
step
(
enum
 
state_t
 
*
state
,
 
int
 
*
c
)

{

	
if
 
(
*
state
 
==
 
before
)
 
{

		
if
 
(
*
c
 
==
 
'\n'
)

			
putchar
(
'\n'
);

		
else
 
if
 
(
*
c
 
!=
 
' '
)

			
*
state
 
=
 
inside
;

	
}

	
if
 
(
*
state
 
==
 
inside
)
 
{

		
if
 
(
*
c
 
==
 
' '
)
 
{

			
*
state
 
=
 
after
;

		
}
 
else
 
if
 
(
*
c
 
==
 
'\n'
)
 
{

			
putchar
(
'\n'
);

			
*
state
 
=
 
before
;

		
}
 
else
 
{

			
putchar
(
*
c
);

		
}

	
}

	
if
 
(
*
state
 
==
 
after
)
 
{

		
if
 
(
*
c
 
==
 
'\n'
)
 
{

			
putchar
(
'\n'
);

			
*
state
 
=
 
before
;

		
}

	
}

}

int
 
main
()

{

    
int
 
c
;

    
enum
 
state_t
 
state
 
=
 
before
;

    
while
 
((
c
 
=
 
getchar
())
 
!=
 
EOF
)

        
step
(
&
state
,
 
&
c
);

    
return
 
0
;

}

```

Этот пример наглядно демонстрирует основное свойство, благодаря которому код можно считать оформленным в стиле автоматного программирования:
1. отдельные шаги автомата выполняются в неперекрывающиеся временные периоды
2. единственным средством передачи информации между шагами является явно определённое состояние (в данном случае переменная state)

### Программа с явно заданной таблицей переходов
Конечный автомат, как известно, может быть задан и таблицей переходов. Вообще говоря, код программы, моделирующей конечный автомат, вполне может отражать и это свойство автомата. В следующей программе массив the_table задаёт таблицу переходов. Строки таблицы соответствуют трём состояниям автомата, столбцы — читаемым символам (первый столбец — пробел, второй столбец — перевод строки, третий столбец — все остальные символы). Каждая ячейка таблицы содержит номер нового состояния и признак необходимости печати символа (в приведённом коде используются битовые поля для экономии памяти). Конечно, в реальной задаче могла бы потребоваться гораздо более сложная структура таблицы, содержащая, например, указатели на функции для выполнения каких-либо действий, связанных с переходами, но в рассматриваемом примере это не нужно:
```
#include
 
<stdio.h>

enum
 
states
 
{

    
before
 
=
 
0
,

    
inside
 
=
 
1
,

    
after
 
=
 
2

};

typedef
 
struct
 
branch
 
{

    
enum
 
states
 
new_state
;

    
int
 
should_putchar
;

}
 
branch
;

static
 
const
 
branch
 
the_table
[
3
][
3
]
 
=
 
{

    
/*             ' '          '\n'         others      */

    
/* before */
 
{
 
{
before
,
 
0
},
 
{
before
,
 
1
},
 
{
inside
,
 
1
}
 
},

    
/* inside */
 
{
 
{
after
,
  
0
},
 
{
before
,
 
1
},
 
{
inside
,
 
1
}
 
},

    
/* after  */
 
{
 
{
after
,
  
0
},
 
{
before
,
 
1
},
 
{
after
,
  
0
}
 
}

};

static
 
void
 
step
(
enum
 
states
 
*
state
,
 
int
 
c
)

{

    
int
 
idx2
 
=
 
(
c
 
==
 
' '
)
 
?
 
0
 
:
 
(
c
 
==
 
'\n'
)
 
?
 
1
 
:
 
2
;

    
branch
 
*
b
 
=
 
&
the_table
[
*
state
][
idx2
];

    
*
state
 
=
 
b
->
new_state
;

    
if
 
(
b
->
should_putchar
)

        
putchar
(
c
);

}

int
 
main
()

{

    
int
 
c
;

    
enum
 
states
 
state
 
=
 
before
;

    
while
 
((
c
 
=
 
getchar
())
 
!=
 
EOF
)

        
step
(
&
state
,
 
c
);

    
return
 
0
;

}

```

### Использование объектно-ориентированных возможностей
Если используемый язык программирования поддерживает объектно-ориентированные возможности, логично будет инкапсулировать конечный автомат в объект, скрыв детали реализации. Например, аналогичная программа на языке C++ может выглядеть так:
```
#include
 
<stdio.h>

class
 
StateMachine
 
{

    
enum
 
states
 
{

        
before
 
=
 
0
,

        
inside
 
=
 
1
,
 

        
after
 
=
 
2

    
}
 
state
;

    
typedef
 
struct
 
{

        
enum
 
states
 
new_state
;

        
unsigned
 
should_putchar
;

    
}
 
branch
;

    
static
 
const
 
branch
 
the_table
[
3
][
3
];

public
:

    
StateMachine
()
 
:
 
state
(
before
)
 
{}

    
void
 
FeedChar
(
int
 
c
)
 
{

        
int
 
idx2
 
=
 
(
c
 
==
 
' '
)
 
?
 
0
 
:
 
(
c
 
==
 
'\n'
)
 
?
 
1
 
:
 
2
;

        
branch
 
*
b
 
=
 
&
the_table
[
state
][
idx2
];

        
state
 
=
 
b
->
new_state
;

        
if
(
b
->
should_putchar
)

            
putchar
(
c
);

    
}

};

const
 
StateMachine
::
branch
 
StateMachine
::
the_table
[
3
][
3
]
 
=
 
{

    
/*             ' '          '\n'         others */

    
/* before */
 
{
 
{
before
,
 
0
},
 
{
before
,
 
1
},
 
{
inside
,
 
1
}
 
},

    
/* inside */
 
{
 
{
after
,
  
0
},
 
{
before
,
 
1
},
 
{
inside
,
 
1
}
 
},

    
/* after  */
 
{
 
{
after
,
  
0
},
 
{
before
,
 
1
},
 
{
after
,
  
0
}
 
}

};

int
 
main
()

{

    
int
 
c
;

    
StateMachine
 
machine
;

    
while
((
c
 
=
 
getchar
())
 
!=
 
EOF
)

        
machine
.
FeedChar
(
c
);

    
return
 
0
;

}

```

Также каждое состояние конечного автомата можно описать как класс.
```
#include
 
<stdio.h>

class
 
State
 
{

public
:

    
virtual
 
~
State
()
 
{}

    
virtual
 
void
 
Action
(
int
 
ch
,
 
const
 
State
 
*&
next_state
)
 
const
 
=
 
0
;

};

template
 
<
class
 
T
>

class
 
TState
 
:
 
protected
 
State
 
{

    
static
 
State
 
*
p
;

public
:

    
static
 
State
 
*
Get
()
 
{

        
if
(
!
p
)

            
p
 
=
 
new
 
T
;

        
return
 
p
;

    
}

protected
:

    
TState
()
 
{}

};

class
 
Before
 
:
 
public
 
TState
<
Before
>
 
{

    
virtual
 
void
 
Action
(
int
 
ch
,
 
const
 
State
 
*&
next_state
)
 
const
;

};

class
 
Inside
 
:
 
public
 
TState
<
Inside
>
 
{

    
virtual
 
void
 
Action
(
int
 
ch
,
 
const
 
State
 
*&
next_state
)
 
const
;

};

class
 
After
 
:
 
public
 
TState
<
After
>
 
{

    
virtual
 
void
 
Action
(
int
 
ch
,
 
const
 
State
 
*&
next_state
)
 
const
;

};

template
 
<>
 
State
 
*
TState
<
Before
>::
p
 
=
 
0
;

template
 
<>
 
State
 
*
TState
<
Inside
>::
p
 
=
 
0
;

template
 
<>
 
State
 
*
TState
<
After
>::
p
 
=
 
0
;

void
 
Before::Action
(
int
 
ch
,
 
const
 
State
 
*&
next_state
)
 
const

{

    
if
(
ch
 
!=
 
' '
 
&&
 
ch
 
!=
 
'\n'
)
 
{

        
putchar
(
ch
);

        
next_state
 
=
 
Inside
::
Get
();

    
}

}

void
 
Inside::Action
(
int
 
ch
,
 
const
 
State
 
*&
next_state
)
 
const

{

    
if
(
ch
 
!=
 
' '
 
&&
 
ch
 
!=
 
'\n'
)
 
{

        
putchar
(
ch
);

    
}
 
else
 
{

        
putchar
(
'\n'
);

        
next_state
 
=
 
(
ch
 
==
 
'\n'
 
?
 
Before
::
Get
()
 
:
 
After
::
Get
());

    
}

}

void
 
After::Action
(
int
 
ch
,
 
const
 
State
 
*&
next_state
)
 
const

{

    
if
(
ch
 
==
 
'\n'
)

        
next_state
 
=
 
Before
::
Get
();

}

class
 
FiniteStateMashine
 
{

    
const
 
State
 
*
state
;

public
:

    
FiniteStateMashine
()
 
:
 
state
(
Before
::
Get
())
 
{}

    
void
 
Step
(
int
 
ch
)

        
{
 
state
->
Action
(
ch
,
 
state
);
 
}

};

int
 
main
()

{

    
FiniteStateMashine
 
fsm
;

    
int
 
ch
;

    
while
((
ch
 
=
 
getchar
())
 
!=
 
EOF
)

        
fsm
.
Step
(
ch
);

    
return
 
0
;

}

```

Отметим, что в этом примере мы использовали для ввода-вывода библиотеку языка Си, чтобы избежать появления «лишних» (отвлекающих внимание) изменений в сравнении с предыдущим примером.

## Сфера применения
Автоматное программирование широко применяется при построении лексических анализаторов (классические конечные автоматы) и синтаксических анализаторов (автоматы с магазинной памятью).
Кроме того, мышление в терминах конечных автоматов (то есть разбиение исполнения программы на шаги автомата и передача информации от шага к шагу через состояние) необходимо при построении событийно-ориентированных приложений. В этом случае программирование в стиле конечных автоматов оказывается единственной альтернативой порождению множества процессов или потоков управления (тредов).
Часто понятие состояний и машин состояний используется для спецификации программ. Так, при проектировании программного обеспечения с помощью UML для описания поведения объектов используются диаграммы состояний (state machine diagrams). Кроме того, явное выделение состояний используется в описании сетевых протоколов (см., например, RFC 793).
Мышление в терминах автоматов (шагов и состояний) находит применение и при описании семантики некоторых языков программирования. Так, исполнение программы на языке Рефал представляет собой последовательность изменений поля зрения Рефал-машины или, иначе говоря, последовательность шагов Рефал-автомата, состоянием которого является содержимое поля зрения (произвольное Рефал-выражение, не содержащее переменных).
Механизм продолжений языка Scheme для своей реализации также требует мышления в терминах состояний и шагов, несмотря на то что сам язык Scheme никоим образом не является автоматным. Тем не менее, чтобы обеспечить возможность «замораживания» продолжения, приходится при реализации вычислительной модели языка Scheme объединять все компоненты среды исполнения, включая список действий, которые осталось выполнить для окончания вычислений, в единое целое, которое также обычно называется продолжением. Такое продолжение оказывается состоянием автомата, а процесс выполнения программы состоит из шагов, каждый из которых выводит следующее значение продолжения из предыдущего.
Александр Оллонгрен в своей книге описывает так называемый Венский метод описания семантики языков программирования, основанный целиком на формальных автоматах.
В качестве одного из примеров применения автоматной парадигмы можно назвать систему STAT ; эта система, в частности, включает встроенный язык STATL, имеющий чисто автоматную семантику.
Существуют также предложения по использованию автоматного программирования в качестве универсального подхода к созданию компьютерных программ вне зависимости от предметной области. Так, авторы статьи утверждают, что автоматное программирование способно сыграть роль легендарной серебряной пули.

## История
Наиболее ранние случаи применения парадигмы автоматного программирования относятся, по-видимому, к предметным областям, в которых наработана алгоритмическая теория, основанная на теории автоматов, и прежде всего — к анализу текстов на формальных языках. В качестве одной из наиболее ранних работ на эту тему можно назвать статью.
Одним из первых упоминаний использования техники автоматного программирования независимо от теоретических наработок, основанных на конечных автоматах, является статья Питера Наура. В этой статье автор называет применённый подход «подходом машины Тьюринга» (Turing machine approach), но реально никакая машина Тьюринга в статье не строится; приведённый в статье подход удовлетворяет вышеприведённому определению автоматного программирования.

## Сравнение с императивным и процедурным программированием
Понятие состояния программы не является эксклюзивной особенностью автоматного программирования. Вообще говоря, состояние возникает при выполнении любой компьютерной программы и представляет собой совокупность всей информации, которая во время исполнения может изменяться. Так, состояние программы, выполненной в традиционном императивном стиле состоит из
1. совокупности значений всех глобальных переменных и содержимого динамической памяти
2. содержимого регистров общего назначения
3. содержимого стека (включая адреса возвратов и значения локальных переменных)
4. текущего значения счётчика команд (то есть текущей позиции в коде программы)

Составные части состояния можно разделить на явные (такие как значения переменных) и неявные (адреса возвратов и значение счётчика команд).
В контексте введённых определений программу, оформленную в виде модели конечного автомата, можно считать частным случаем императивной программы, таким, в котором роль неявной составляющей состояния сведена к минимуму. Если рассмотреть автоматную программу в моменты начала очередного шага автомата, то состояния программы в эти моменты будут различаться только явной составляющей. Это обстоятельство существенно упрощает анализ свойств программы.

## Связь с объектно-ориентированным программированием
В теории объектно-ориентированного программирования считается, что объект имеет внутреннее состояние и способен получать сообщения, отвечать на них, отправлять сообщения другим объектам и в процессе обработки сообщений изменять своё внутреннее состояние. Более приближенное к практике понятие вызова метода объекта считается синонимом понятия отправки сообщения объекту.
Таким образом, с одной стороны, объекты в объектно-ориентированном программировании могут рассматриваться как конечные автоматы (или, если угодно, модели конечных автоматов), состояние которых представляет собой совокупность внутренних полей, в качестве же шага автомата могут рассматриваться один или несколько методов объекта при условии, что эти методы не вызывают ни сами себя, ни друг друга ни прямо, ни косвенно.
С другой стороны, очевидно, что понятие объекта представляет собой удачный инструмент реализации модели конечного автомата. При применении парадигмы автоматного программирования в объектно-ориентированных языках обычно модели автоматов представляются в виде классов, состояние автомата описывается внутренними (закрытыми) полями класса, а код шага автомата оформляется в виде метода класса, причём такой метод скорее всего оказывается единственным открытым методом (не считая конструкторов и деструкторов), изменяющим состояние автомата. Другие открытые методы могут служить для получения информации о состоянии автомата, но не меняют его. Все вспомогательные методы (например, методы-обработчики отдельных состояний или их категорий) в таких случаях обычно убирают в закрытую часть класса.

## Специализированные языки программирования
- Язык последовательных функциональных схем SFC (Sequential Function Chart) — графический язык программирования широко используется для программирования промышленных логических контроллеров PLC.

В SFC программа описывается в виде схематической последовательности шагов, объединенных переходами.
- Дракон-схемы — графический язык программирования, используется для программирования в ракетно-космической технике («Буран», «Морской старт», «Тополь»). Существует бесплатный Дракон-редактор.